# Communauté de communes de la Région de Rambervillers
Die Communauté de communes de la Région de Rambervillers ist ein französischer Gemeindeverband mit der Rechtsform einer Communauté de communes im Département Vosges in der Region Grand Est. Der Gemeindeverband wurde am 16. Dezember 2006 gegründet und umfasst 30 Gemeinden. Der Verwaltungssitz befindet sich im Ort Rambervillers.
Das Gebiet liegt am westlichen Rand der Vogesen im Südosten Lothringens.

## Historische Entwicklung
Der Gemeindeverband wurde ursprünglich von 20 Gemeinden gegründet. Mit Wirkung vom 1. Januar 2014 traten zehn weitere, bisher selbständige Gemeinden dem Verband bei.

## Mitgliedsgemeinden
| Gemeinde                                             | Einwohner 1. Januar 2022 | Fläche km² | Dichte Einw./km² | Code INSEE | Postleitzahl |
| ---------------------------------------------------- | ------------------------ | ---------- | ---------------- | ---------- | ------------ |
| Anglemont                                            | 152                      | 5,93       | 26               | 88008      | 88700        |
| Autrey                                               | 275                      | 17,42      | 16               | 88021      | 88700        |
| Bazien                                               | 79                       | 3,21       | 25               | 88042      | 88700        |
| Brû                                                  | 566                      | 8,95       | 63               | 88077      | 88700        |
| Bult                                                 | 303                      | 9,86       | 31               | 88080      | 88700        |
| Clézentaine                                          | 219                      | 13,11      | 17               | 88110      | 88700        |
| Deinvillers                                          | 55                       | 5,60       | 10               | 88127      | 88700        |
| Domptail                                             | 338                      | 18,63      | 18               | 88153      | 88700        |
| Doncières                                            | 156                      | 7,63       | 20               | 88156      | 88700        |
| Fauconcourt                                          | 131                      | 4,90       | 27               | 88168      | 88700        |
| Hardancourt                                          | 35                       | 3,33       | 11               | 88230      | 88700        |
| Housseras                                            | 489                      | 19,61      | 25               | 88243      | 88700        |
| Jeanménil                                            | 1.108                    | 18,24      | 61               | 88251      | 88700        |
| Ménarmont                                            | 60                       | 5,24       | 11               | 88298      | 88700        |
| Ménil-sur-Belvitte                                   | 289                      | 8,60       | 34               | 88301      | 88700        |
| Moyemont                                             | 221                      | 12,30      | 18               | 88318      | 88700        |
| Nossoncourt                                          | 125                      | 5,34       | 23               | 88333      | 88700        |
| Ortoncourt                                           | 87                       | 4,39       | 20               | 88338      | 88700        |
| Rambervillers                                        | 5.032                    | 20,64      | 244              | 88367      | 88700        |
| Romont                                               | 362                      | 19,26      | 19               | 88395      | 88700        |
| Roville-aux-Chênes                                   | 369                      | 8,59       | 43               | 88402      | 88700        |
| Saint-Benoît-la-Chipotte                             | 445                      | 20,77      | 21               | 88412      | 88700        |
| Saint-Genest                                         | 133                      | 6,26       | 21               | 88416      | 88700        |
| Saint-Gorgon                                         | 366                      | 5,77       | 63               | 88417      | 88700        |
| Saint-Maurice-sur-Mortagne                           | 181                      | 6,78       | 27               | 88425      | 88700        |
| Saint-Pierremont                                     | 153                      | 5,51       | 28               | 88432      | 88700        |
| Sainte-Barbe                                         | 268                      | 30,38      | 9                | 88410      | 88700        |
| Sainte-Hélène                                        | 445                      | 17,05      | 26               | 88418      | 88700        |
| Vomécourt                                            | 258                      | 7,03       | 37               | 88521      | 88700        |
| Xaffévillers                                         | 133                      | 8,43       | 16               | 88527      | 88700        |
| Communauté de communes de la Région de Rambervillers | 12.833                   | 328,76     | 39               | –          | –            |

## Aufgaben
Der Kommunalverband entstand, um die materiellen Ressourcen der Gemeinden zu bündeln und die wirtschaftliche Entwicklung zu koordinieren. Zum Aufgabengebiet des Kommunalverbandes zählen die Harmonisierung und Koordinierung von Fragen der Raumplanung und  Wirtschaftsentwicklung. Dazu gehört die Förderung von Handwerk, Handel, Gewerbe, Landwirtschaft und Tourismus, aber auch die Sanierung von Industriebrachen. Die Communauté de communes de la Région de Rambervillers hat sich des Weiteren zum Ziel gesetzt, auf den Gebieten Kultur-, Sport- und Bildungseinrichtungen, Sanierung und Renaturierung von Gewässern, Verbesserung der Wohnraumqualität und Abfallentsorgung eng zusammenzuarbeiten. Darüber hinaus wird der Neubau eines Seniorenheimes angestrebt.